# Emilio Marcos Palma
Emilio Marcos Palma (Base Esperanza, 7 gennaio 1978) è un informatico argentino.

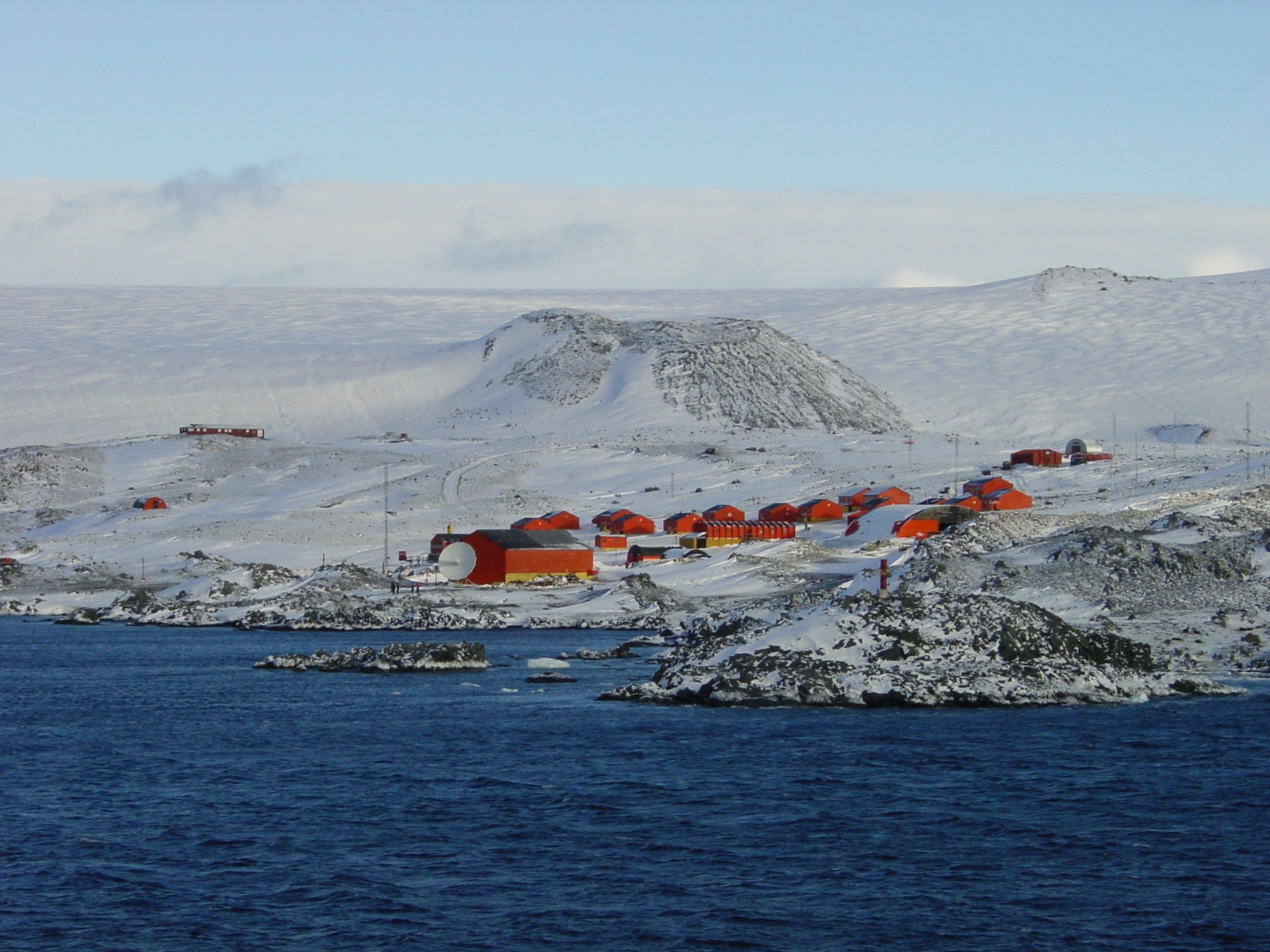
La Base Esperanza, luogo di nascita di Palma

È noto per essere la prima persona di cui si hanno notizie che sia nata in Antartide.

## Biografia
Emilio Palma è anche la persona che è nata più a sud di qualunque altro essere umano nella storia. La sua nascita avvenne nel Fortín Sargento Cabral alla Base Esperanza, vicino alla punta della Penisola antartica.
Essendo i suoi genitori cittadini argentini, ed essendo lui nato in una base argentina situata nell'Antartide argentina (territorio che l'Argentina reclama come suo), gli venne automaticamente assegnata la cittadinanza argentina, secondo il principio dello ius sanguinis; tuttavia, poiché la base ricade anche nel Territorio antartico britannico, ed essendo lui nato prima del 1983, periodo in cui si acquisiva la nazionalità britannica per ius soli, potrebbe reclamare anche quest'ultima.
Figura nel Guinness dei primati per essere stato l'unica persona nella storia a risultare come il "primo" nato in un continente. Tuttavia, il primato è conteso da Solveig Gunbjørg Jacobsen, nata nel territorio della Georgia del Sud, poiché  questi territori vengono considerati per alcune funzioni come facenti parte dell'Antartide.